# Bolojan-kormány
A Bolojan-kormány Románia jelenlegi kormánya, amely 2025. június 23-án lépett hivatalba.

## Kormányösszetétel
2025. június 23-tól:
| Név                                                                                   | Hivatal kezdete  | Hivatal vége     | Párt           | Megjegyzés     |
| Miniszterelnök                                                                        | Miniszterelnök   | Miniszterelnök   | Miniszterelnök | Miniszterelnök |
| ------------------------------------------------------------------------------------- | ---------------- | ---------------- | -------------- | -------------- |
| Ilie Bolojan                                                                          | 2025. június 23. |                  | PNL            |                |
| Miniszterelnök-helyettes                                                              |                  |                  |                |                |
| Marian Neacșu                                                                         | 2025. június 23. |                  | PSD            |                |
| Tánczos Barna                                                                         | 2025. június 23. |                  | RMDSZ          |                |
| A közigazgatási rendszer reformjának koordinálásáért felelős miniszterelnök-helyettes |                  |                  |                |                |
| Dragoș Anastasiu                                                                      | 2025. június 23. | 2025. július 27. | független      |                |
| Belügyminiszter (egyben miniszterelnök-helyettes)                                     |                  |                  |                |                |
| Cătălin Predoiu                                                                       | 2025. június 23. |                  | PNL            |                |
| Nemzetvédelmi miniszter (egyben miniszterelnök-helyettes)                             |                  |                  |                |                |
| Ionuț Moșteanu                                                                        | 2025. június 23. |                  | USR            |                |
| Egészségügyi miniszter                                                                |                  |                  |                |                |
| Alexandru Rogobete                                                                    | 2025. június 23. |                  | PSD            |                |
| Energiaügyi miniszter                                                                 |                  |                  |                |                |
| Bogdan Ivan                                                                           | 2025. június 23. |                  | PSD            |                |
| Európai beruházásokért és projektekért felelős miniszter                              |                  |                  |                |                |
| Dragoș Pîslaru                                                                        | 2025. június 23. |                  | REPER          |                |
| Fejlesztési, közmunkaügyi és közigazgatási miniszter                                  |                  |                  |                |                |
| Cseke Attila                                                                          | 2025. június 23. |                  | RMDSZ          |                |
| Gazdasági, vállalkozásügyi, digitalizációs és turisztikai miniszter                   |                  |                  |                |                |
| Radu Miruță                                                                           | 2025. június 23. |                  | USR            |                |
| Igazságügy-miniszter                                                                  |                  |                  |                |                |
| Radu Marinescu                                                                        | 2025. június 23. |                  | PSD            |                |
| Környezetvédelmi, vízügyi és erdőgazdálkodási miniszter                               |                  |                  |                |                |
| Diana Buzoianu                                                                        | 2025. június 23. |                  | USR            |                |
| Közlekedési és infrastrukturális miniszter                                            |                  |                  |                |                |
| Ciprian Șerban                                                                        | 2025. június 23. |                  | PSD            |                |
| Külügyminiszter                                                                       |                  |                  |                |                |
| Oana Țoiu                                                                             | 2025. június 23. |                  | USR            |                |
| Mezőgazdasági és vidékfejlesztési miniszter                                           |                  |                  |                |                |
| Florin Barbu                                                                          | 2025. június 23. |                  | PSD            |                |
| Munkaügyi, családügyi, ifjúsági és esélyegyenlőségi miniszter                         |                  |                  |                |                |
| Petre Manole                                                                          | 2025. június 23. |                  | PSD            |                |
| Művelődési miniszter                                                                  |                  |                  |                |                |
| Demeter András                                                                        | 2025. június 23. |                  | RMDSZ          |                |
| Oktatási és kutatási miniszter                                                        |                  |                  |                |                |
| Daniel David                                                                          | 2025. június 23. |                  | PNL            |                |
| Pénzügyminiszter                                                                      |                  |                  |                |                |
| Alexandru Nazare                                                                      | 2025. június 23. |                  | PNL            |                |
| Kormányfőtitkár (kancelláriaminiszter) mint a kormány tagja                           |                  |                  |                |                |
| Cristina Trăilă                                                                       | 2025. június 23. | 2025. június 27. | PNL            |                |
| Ștefan Radu Oprea                                                                     | 2025. június 27. |                  | PSD            |                |

## Története

### Megalakulása
Marcel Ciolacu szociáldemokrata miniszterelnökre extrém nyomás nehezedett a 2025-ös romániai elnökválasztást (május 4.) követően, miután a kormánypártok elnökjelöltje, Crin Antonescu csak a harmadik helyen végzett, és ezzel nem jutott tovább az elnökválasztás első fordulójából. Az Antonescu mögött felsorakozott kormánypártok egymást kezdték vádolni a helyzet kialakulásáért, végül Ciolacu – a koalíciós vezetőkkel folytatott tanácskozását követően – bejelentette távozását (május 5.). Az egy hónapon át tartó koalíciós egyeztetés után a parlament együttes ülésén (június 23.) a szenátus és a képviselőház – 301 támogató és 9 elutasító szavazattal – bizalmat szavazott a jobbközép konzervatív liberális párt vezetője, Ilie Bolojan által vezette új kormánynak. A parlamentben képviselőkkel rendelkező Szociáldemokrata Párt (PSD), a Nemzeti Liberális Párt (PNL), a Mentsétek meg Romániát Szövetség (USR) és a Romániai Magyar Demokrata Szövetség (RMDSZ) alkotta koalíció miniszterei még aznap letették az esküt. Dragoș Anastasiu személyében egy „technokrata”, Dragoș Pîslaru európai beruházásokért felelős miniszter személyében pedig a Dacian Cioloș féle Megújítjuk Románia Európai Projektjét (REPER) párt is helyet kapott.

### Kormányprogram
A kormányprogram a 2025-ös pártközi koalíció megalakulásának kontextusában dolgozták ki, válaszul romániai költségvetési hiány kezelésére. A kormányprogram meghatározza a kormány által vállalt gazdasági, pénzügyi és közigazgatási reform fő irányait, fő célkitűzésként az állami költségvetés helyreállítását és a közigazgatás hatékonyságának növelését tűzve ki célul. A kormányprogram a 2025–2028-as időszakot öleli fel, és a koalíciós megállapodás szerint a kormányzási ciklus felénél Ilie Bolojant a PSD miniszterelnök-jelöltje váltja fel a kormány élén.

### Fő célkitűzések
A program a következőket tűzte ki célul:[forrás?]
- a költségvetési hiány GDP-arányos 3%-a alá csökkentése 2027-re;
- az ország minősítésének és külső hitelességének fenntartása;
- a közszféra átalakítása; egy igazságos és fenntartható költségvetési rendszer létrehozása.

### Költségvetési intézkedések
A nagykoalíció számára már az egyeztetések elején egyértelművé vált, hogy súlyos megszorító intézkedéseket kell magára vállalnia. A bejelentett legfontosabb költségvetési intézkedések közé tartoznak:
- bizonyos, jelenleg kedvezményes adókulcsú termékek áfakulcsának emelése (5%-ról 9%-ra (tűzifa), a többi kedvezményes adókulcs – élelmiszerek és gyógyszerek kivételével –19%-ra);
- az alkohol, a dohány és az üzemanyagok jövedéki adójának emelése;
- a nagy összegű nyugdíjak (beleértve a különleges nyugdíjakat is) adórendszerének felülvizsgálata;
- a gépjárműadó árának emelése.

### A kormány összetételének változása
A kormányfőtitkári poszt a koalíciós tárgyalások eredményeként a PSD-hez került, így június27-ével a PNL-s Cristina Trăilă helyére a korábbi gazdasági miniszter, Ștefan Radu Oprea került. 2025. július 27-én bejelentette lemondását Dragoș Anastasiu, az állami kiadáscsökkentésért felelős miniszterelnök-helyettes, miután kiderült, hogy turisztikai cége nyolc éven át „védelmi pénzt” fizetett egy korrupcióért bebörtönzött adóellenőrnek.